# Ocreatus
Ocreatus (pluimbroekjes) is een geslacht van vogels uit de familie kolibries (Trochilidae) en de geslachtengroep Heliantheini (briljantkolibries).

## Soorten
Het geslacht kent de volgende soorten:
- Ocreatus addae  – Vlagstaartroestpluimbroekje
- Ocreatus peruanus  – Peruaans vlagstaartpluimbroekje
- Ocreatus underwoodii  – Vlagstaartwitpluimbroekje